# Taj Mahal (Musiker)

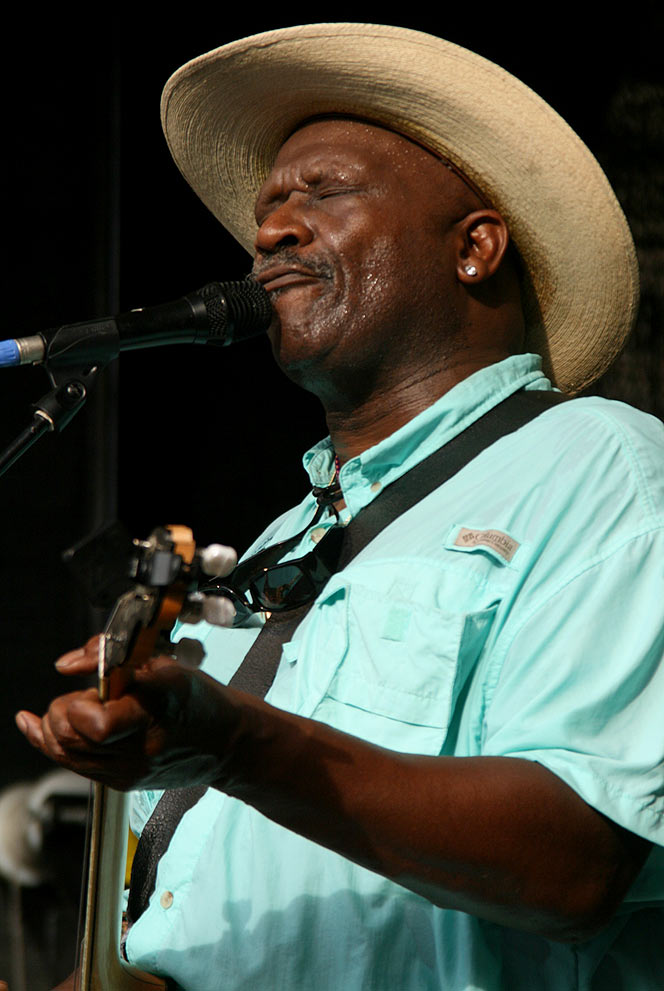
Taj Mahal (Wien, 2007)

Taj Mahal, bürgerlich Henry St. Clair Fredericks (* 17. Mai 1942 in Harlem, New York City), ist ein US-amerikanischer Blues-Musiker.

## Leben und Werk

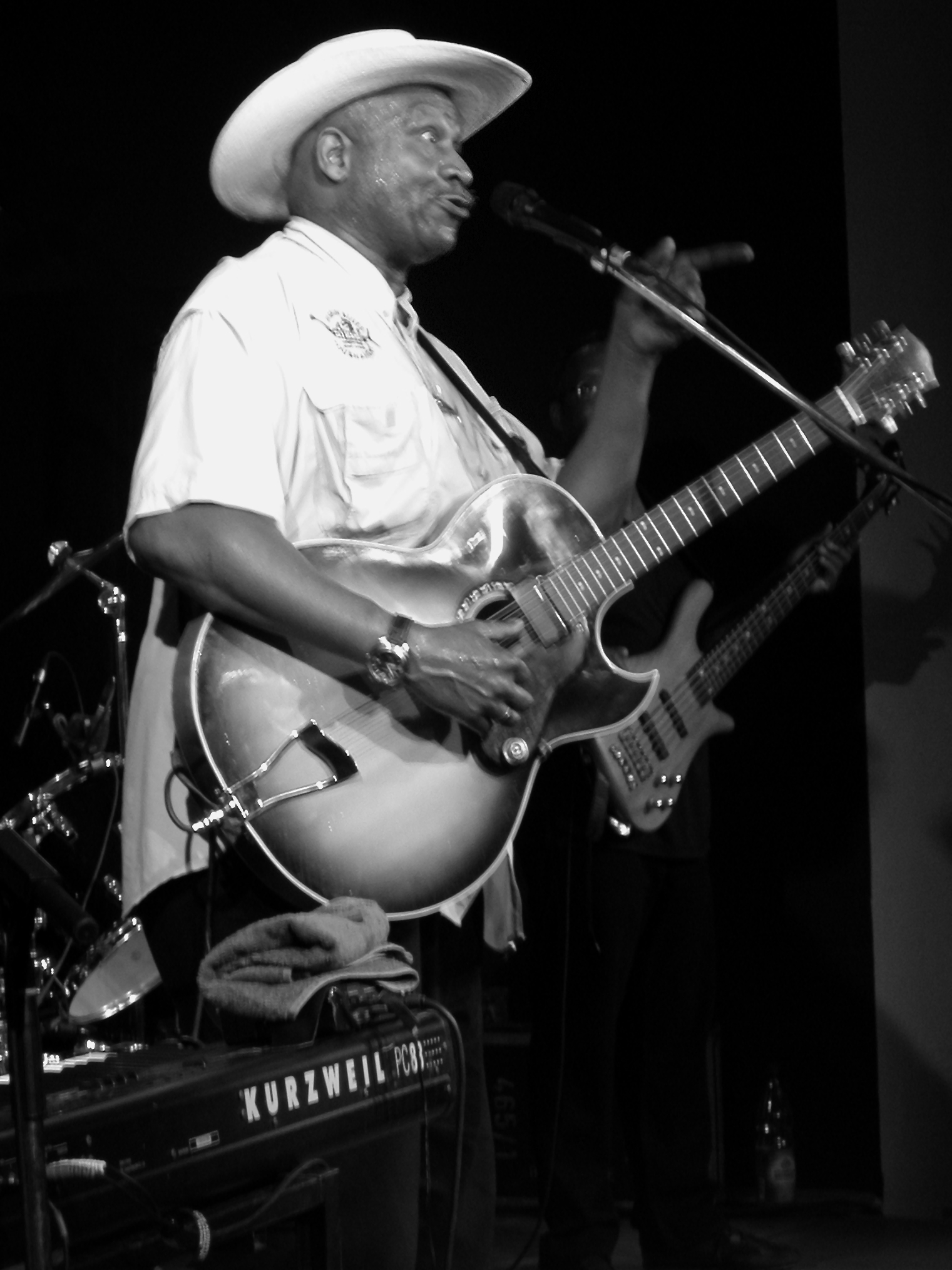
Taj Mahal (Niederstetten, 2007)

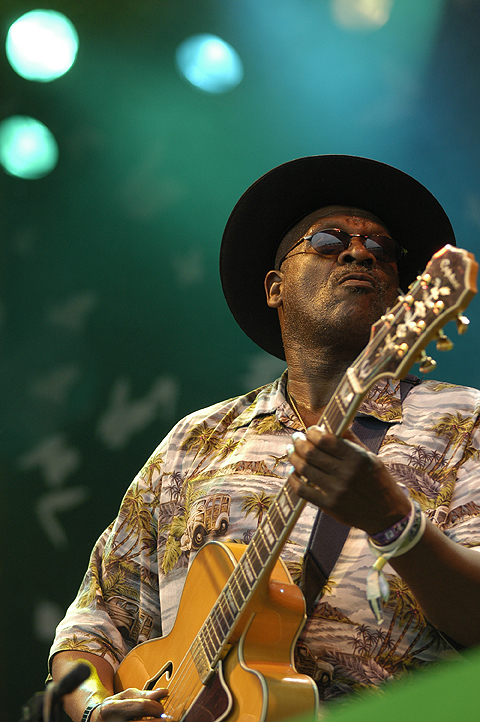
Taj Mahal (Glastonbury 2005)

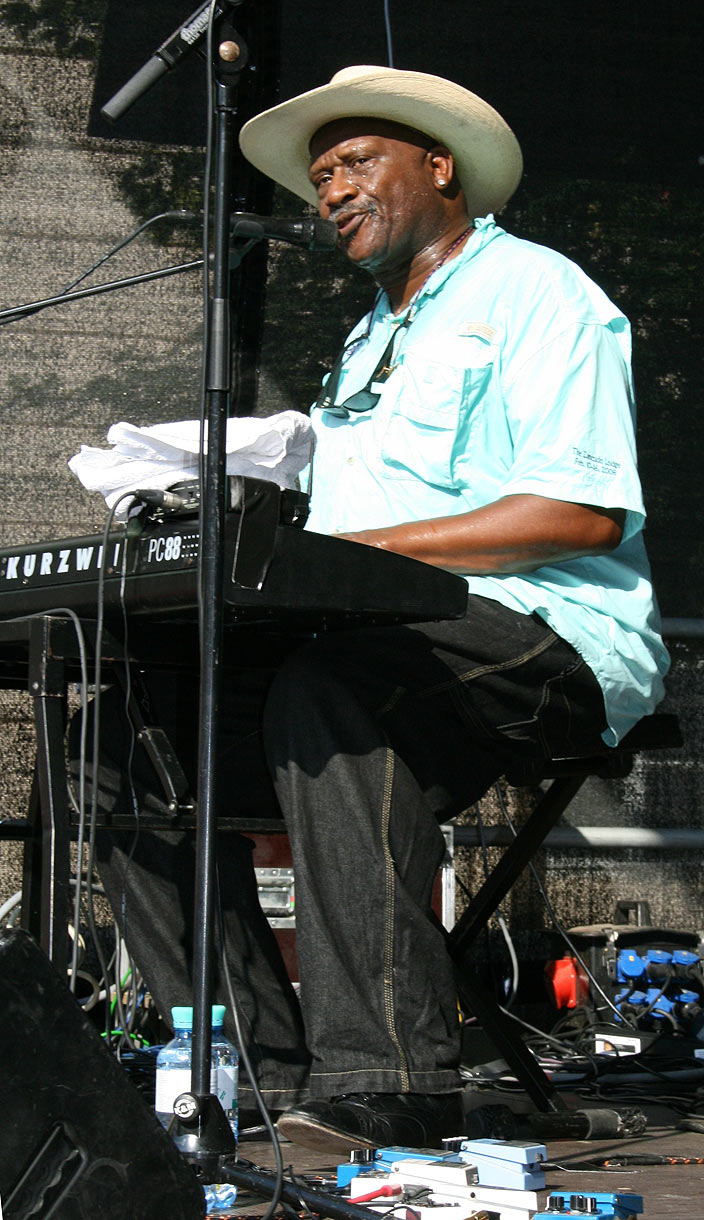
Taj Mahal (Wien, 2007)

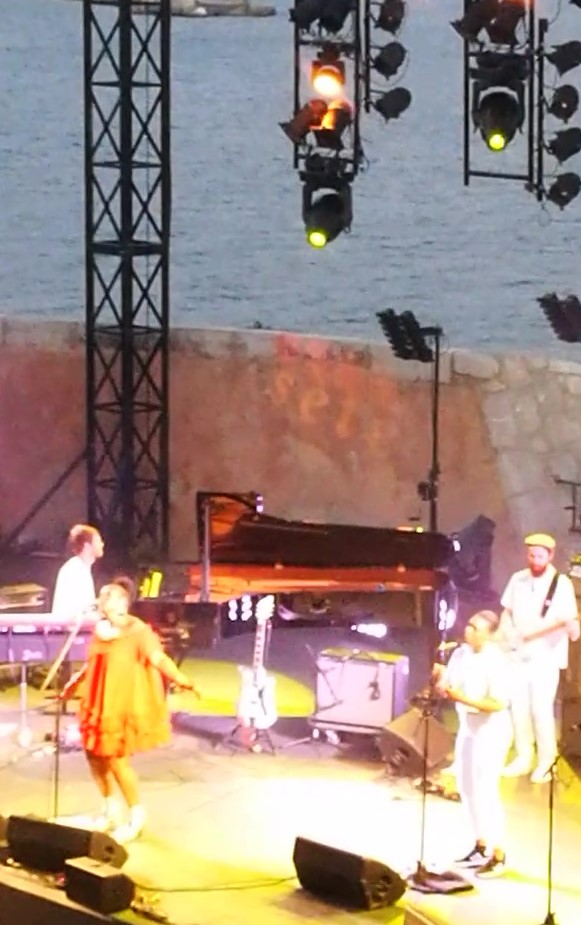
Die Töchter von Taj Mahal, Deva (l) und Zoe Moon (r), im Juli 2018 bei einem gemeinsamen Auftritt im Théâtre de la Mer in Sète

Henry St. Clair Fredericks’ Vater war ein Jazz-Pianist, Komponist und Arrangeur jamaikanischer Abstammung, seine Mutter eine Schullehrerin aus South Carolina, die auch Gospel sang. Der junge Henry wuchs in Springfield, Massachusetts mit der Liebe zur Musik auf. Sein Musikgeschmack wurde von ländlichem Country-Blues geprägt. In dieser Zeit entdeckte er die Gitarre für sich, eiferte Blues-Größen wie Muddy Waters, Howlin’ Wolf und Robert Johnson nach.
Zu Beginn der 1960er-Jahre studierte Fredericks Ackerbau und Viehwirtschaft an der Universität von Massachusetts. Dort gründete er die Gruppe Taj Mahal & The Elektras. Sein Künstlername „Taj Mahal“ ist durch einen Traum inspiriert. Er legte ihn sich 1961 zu, da seinem Geburtsnamen zu sehr der Ruch der Sklaverei anhänge. Damals war Indien „in“, nicht zuletzt, weil durch Maharishi Mahesh Yogi, den „Guru der Beatles“, in einer breiten Öffentlichkeit die Begeisterung zur transzendentalen Meditation und zur indischen Kultur entfacht wurde.
Fredericks machte 1963 seinen Abschluss in Veterinärmedizin an der University of Massachusetts Amherst und zog nach Los Angeles. Er gründete dort 1966 mit Ry Cooder die Gruppe Rising Sons. Nachdem Columbia Records die Band unter Vertrag genommen hatte, wurde eine Single veröffentlicht und auch ein Album aufgenommen, das aber erst 1992 von Columbia vermarktet wurde. Aus Enttäuschung über die gemischten Reaktionen auf seine Musik verließ Taj Mahal die Band und begann alleine aufzutreten. Sein Album Taj Mahal von 1968 erschien wieder bei Columbia und verkaufte sich gut. Der Erfolg ließ ihn im selben Jahr noch eine weitere Langspielplatte The Natch’l Blues produzieren. Seit dem Doppelalbum Giant Step von 1969 besteht schließlich kein Zweifel mehr an der Bedeutung, die Taj Mahal für den amerikanischen Blues hat. Das gleichnamige Lied hat bei seinem Konzertpublikum Kultstatus.
1971 spielte Taj Mahal mit einer Band zusammen, in der mitunter vier Tuben gleichzeitig zu hören waren. Mit dieser Band, in der Howard Johnson die Bläser angeworben hatte, trat er mehrmals im Fillmore East auf. Ein Live-Mitschnitt wurde unter dem Titel „The Real Thing“ als LP veröffentlicht.
1979 trat er im Madison Square Garden von New York auf dem Konzert zum zehnjährigen Jubiläum des Woodstock-Festivals auf.
Taj Mahal wurde zweimal mit dem Grammy Award in der Kategorie „Bestes zeitgenössisches Blues-Album“ ausgezeichnet, bei den Grammy Awards 1997 für Señor Blues und bei den Grammy Awards 2000 für Shoutin’ in Key. Er hat mehrmals Musik zu Filmen beigesteuert, darunter Das Jahr ohne Vater und Blues Brothers 2000. In letzterem wirkte er auch in Person mit. Weitere kurze Filmauftritte hatte er in Bill & Ted’s verrückte Reise in die Zukunft, in Songcatcher, in Feel Like Going Home (Martin Scorsese) und in Sechs Tage, sieben Nächte (1998). 2009 wurde er in die Blues Hall of Fame aufgenommen.
Seit einem Besuch in Westafrika 1979 war Taj Mahal davon überzeugt, von der Griot-Sippe der Kouyaté abzustammen, und ließ sich im Senegal spontan auf den Namen Dadi Kouyate taufen. Mit einem Angehörigen dieses Clans, dem Ngonispieler Bassekou Kouyaté, arbeitete er später auf der Platte Kulanjan (auch mit Toumani Diabaté) zusammen.
Zu seinem vierzigjährigen Bühnenjubiläum erschien im Herbst 2008 das Album Maestro, an dem unter anderem Ben Harper, Ziggy Marley, Jack Johnson, Angélique Kidjo und Los Lobos als Gastmusiker beteiligt sind.
Mit seiner Tochter Deva zusammen schrieb Taj Mahal das Lied „Never let you Go“ auf seinem für die Grammy Awards nominierten Album Maestro. Deva begleitete ihren Vater bei Michael Dorfs Hommage an Aretha Franklin in der Carnegie Hall in New York City am 6. März 2017. Sie führten Chain of Fools auf.
2018 bekam er bei den Grammy Awards 2018 zusammen mit Keb’ Mo’ für das gemeinsame Album TajMo einen weiteren Grammy.
Taj Mahal ist der Bruder von Carole Fredericks, die vor allem in Frankreich durch ihr Mitwirken mit Jean-Jacques Goldman und Michael Jones bekannt wurde. Taj Mahal hat zwei Töchter, die ebenfalls bekannte Musikerinnen sind, Deva Mahal und Zoe Moon (Mahal).

## Bands, mit denen Taj Mahal spielte
- Rising Sons

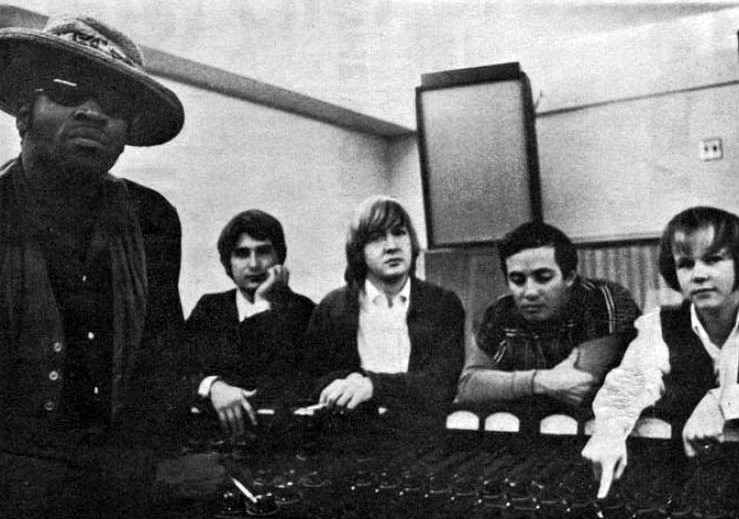
Rising Sons
Von links: Taj Mahal, Jesse Lee Kincaid, Gary Marker, Ry Cooder und Kevin Kelley (Los Angeles, 1965)

Taj Mahal: Gesang, Mundharmonika, Gitarre, Piano (1964–1966) –
Ry Cooder: 6- und 12-Saiten-Gitarren, Mandoline, Slide-Gitarre und Resonatorgitarren (1964–1966) –
Jesse Lee Kincaid: Gesang, Gitarre (1964–1966) –
Gary Marker: Bass (1964–1966; 2015 verstorben) –
Ed Cassidy: Schlagzeug (1964–1965; 2012 verstorben) –
Kevin Kelley: Schlagzeug, Percussion (1965–1966; 2002 verstorben)
- The Taj Mahal Trio

Taj Mahal: Gesang, Gitarre, Banjo, Keyboards – Kester Smith: Schlagzeug – Bill Rich: Bass
- The International Rhythm Band

Taj Mahal: Gesang, Gitarre, Keyboards – Kester Smith: Schlagzeug – Bill Rich: Bass – Rudy Costa – Briant „Tee“ Parker – Robert Greenidge
- The Hula Blues Band

Taj Mahal: Gesang, akustische und elektrische Gitarre – Pancho Graham: akustischer Bass, Background Vocals – Kester Smith: Schlagzeug – Pat Crocket: Ukulele, Background Vocals – Michael Barretto: Baritonukulele, Background Vocals – Wayne Jacintho: Tenorukulele, Background Vocals – Fred Lunt: Hawaiian-Steel-Gitarre – Rudy Costa: Tenorsaxophon, Sopransaxophon, Altsaxophon, Kalimba, Piccoloflöte, Klarinette, Background Vocals
- The Phantom Blues Band

## Stil
In der Musik Taj Mahals vereinigen sich verschiedene Stile: Blues, Reggae, Cajun-Musik, Gospel, Bluegrass, South Pacific, Afrikanische Musik und karibische Musiktraditionen. Er achtet die Ursprünge dieser musikalischen Formen, wenngleich er unverkennbar eigene Elemente hinzufügt. Taj Mahal beherrscht auch eine Anzahl verschiedener Musikinstrumente: Gitarre, Banjo, Klavier und Mundharmonika.

## Diskografie

### Alben
| Jahr | Titel                                                    | Höchstplatzierung, Gesamtwochen, AuszeichnungChartplatzierungen (Jahr, Titel, Platzierungen, Wochen, Auszeichnungen, Anmerkungen) | Höchstplatzierung, Gesamtwochen, AuszeichnungChartplatzierungen (Jahr, Titel, Platzierungen, Wochen, Auszeichnungen, Anmerkungen) | Höchstplatzierung, Gesamtwochen, AuszeichnungChartplatzierungen (Jahr, Titel, Platzierungen, Wochen, Auszeichnungen, Anmerkungen) | Höchstplatzierung, Gesamtwochen, AuszeichnungChartplatzierungen (Jahr, Titel, Platzierungen, Wochen, Auszeichnungen, Anmerkungen) | Höchstplatzierung, Gesamtwochen, AuszeichnungChartplatzierungen (Jahr, Titel, Platzierungen, Wochen, Auszeichnungen, Anmerkungen) | Anmerkungen   |
| Jahr | Titel                                                    | DE | AT | CH | UK | US | Anmerkungen   |
| ---- | -------------------------------------------------------- | --- | --- | --- | --- | --- | ------------- |
| 1968 | The Natch’l Blues                                        | — | — | — | — | US160 (14 Wo.)US |               |
| 1969 | Giant Step / De Ole Folks at Home                        | — | — | — | — | US85 (9 Wo.)US |               |
| 1971 | Happy Just to Be Like I Am                               | — | — | — | — | US181 (6 Wo.)US |               |
| 1971 | The Real Thing                                           | — | — | — | — | US84 (13 Wo.)US | Livealbum     |
| 1972 | Recycling the Blues and Other Related Stuff              | — | — | — | — | US177 (4 Wo.)US |               |
| 1973 | Oooh So Good ’n Blues                                    | — | — | — | — | US190 (5 Wo.)US |               |
| 1974 | Mo’ Roots                                                | — | — | — | — | US165 (6 Wo.)US |               |
| 1975 | Music Keeps Me Together                                  | — | — | — | — | US155 (7 Wo.)US |               |
| 1977 | Music Fuh Ya’ (Musica para tu)                           | — | — | — | — | US134 (8 Wo.)US |               |
| 1996 | Phantom Blues                                            | — | — | — | UK82 (1 Wo.)UK | — |               |
| 2017 | TajMo                                                    | — | — | — | — | US80 (1 Wo.)US | mit Keb’ Mo’  |
| 2022 | Get on Board – The Songs of Sonny Terry & Brownie McGhee | DE13 (2 Wo.)DE | AT19 (3 Wo.)AT | CH2 (5 Wo.)CH | UK55 (1 Wo.)UK | — | mit Ry Cooder |
| 2025 | Room on the Porch                                        | DE94 (1 Wo.)DE | AT55 (1 Wo.)AT | CH7 (1 Wo.)CH | — | — | mit Keb’ Mo’  |

grau schraffiert: keine Chartdaten aus diesem Jahr verfügbar
Weitere Alben
- Taj Mahal (1968)
- Evolution (1978)
- Take a Giant Step (1983)
- Taj (1986)
- Like Never Before (1991)
- Dancing the Blues (1994)
- An Evening of Acoustic Music (1994)
- Mumtaz Mahal (1995) mit V. M. Bhatt und N. Ravikiran
- Señor Blues (1997) – Grammy Awards 1998 „Best Contemporary Blues Album“
- Sacred Island – Taj Mahal and The Hula Blues Band (1998)
- Kulanjan (1999) mit Toumani Diabaté
- Shoutin’ in Key (2000) – Grammy Awards 2001 „Best Contemporary Blues Album“
- Hanapepe Dream (2001)
- Live Catch (2004)
- Music Makers with Taj Mahal (Music Maker, 2004)
- Etta Baker with Taj Mahal (Music Maker, 2004)
- Mkutano (2005) mit Culture Musical Club of Zanzibar
- Maestro (2008)
- Labor of Love (2016)
- Savoy (2023)

mit The Rising Sons
- Rising Sons (1992)

### Videoalben
- Taj Mahal and The Phantom Blues Band in St. Lucia
- Live at Ronnie Scott's (2006)

## Filmografie
- in The Rolling Stones Rock and Roll Circus von 1968 hat er einen Auftritt mit Ain’t That A Lot Of Love
- 1972 war er in Das Jahr ohne Vater zu sehen, ferner verantwortete er die Filmmusik
- in Blues Brothers 2000 trägt er ein Musikstück bei, das nur aus seiner Stimme und Händeklatschen besteht (John The Revelator)
- in Sechs Tage, sieben Nächte (1998) wird der Song The Calypsonians an einer Bar live gespielt